# 岩井半四郎 (8代目)

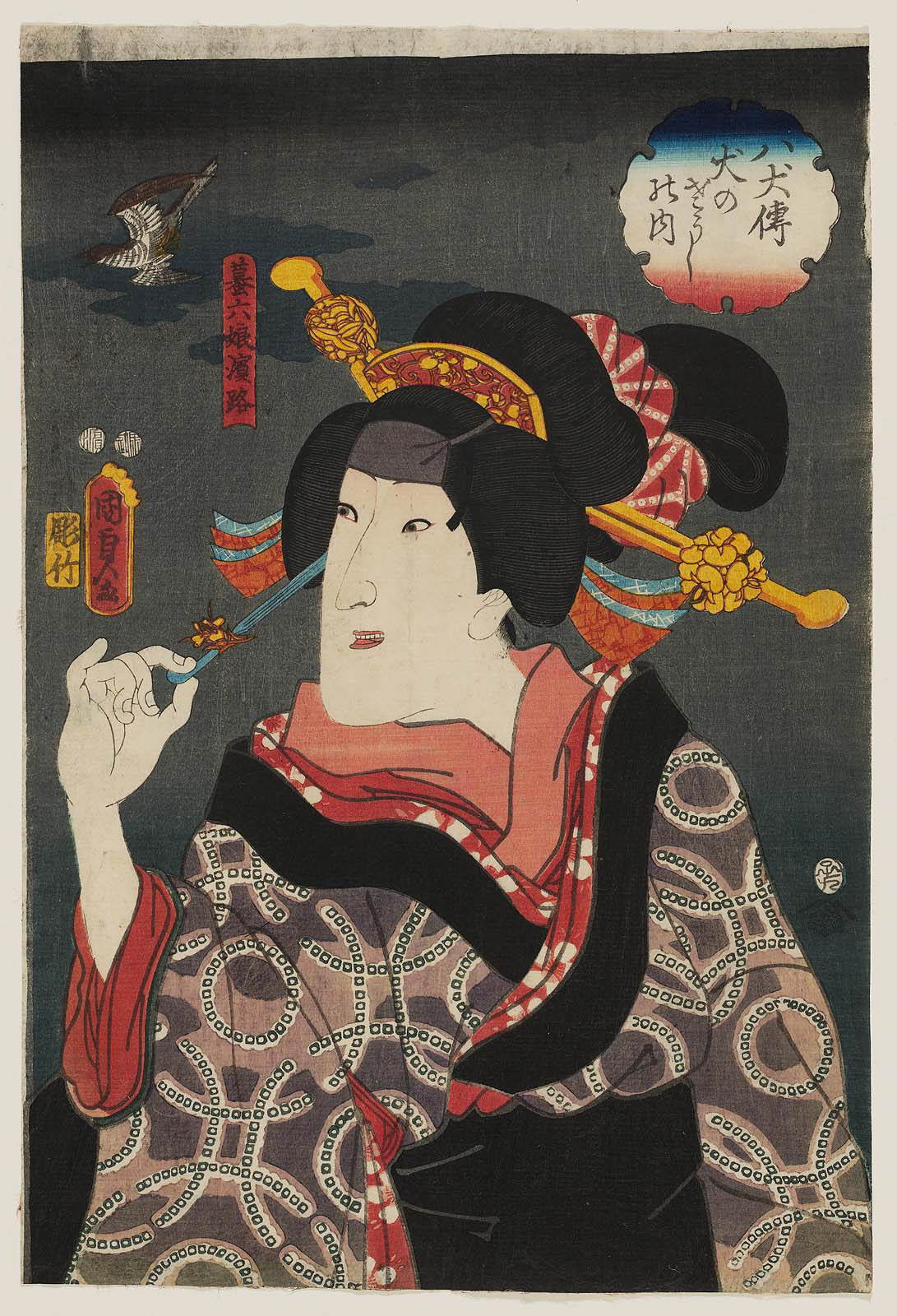
「里見八犬伝」浜路　四代目豊国画　(1852年）

八代目 岩井半四郎（はちだいめ いわい はんしろう、文政12年10月2日（1829年10月29日） - 明治15年（1882年）2月19日）は幕末から明治にかけての歌舞伎役者。女形の名優として名を馳せる。幼名は久次郎（ひさじろう）。屋号は大和屋。定紋は丸に三つ扇。俳名に燕子・紫若・杜若・紫童・梅我、雅号に八橘舎がある。紫童半四郎と通称された。
父は七代目岩井半四郎、母は四代目瀬川菊之丞の次女きい。幼くして幼名の久次郎の名で舞台に上がっていたが、本格的な歌舞伎役者としての初舞台は天保3年（1832年）11月江戸中村座で、三代目岩井粂三郎を名乗って「碁盤忠信雪白黒」門院侍女小侍従役が初舞台。後、祖父の五代目半四郎（当時は岩井杜若）や父と同じ舞台に立ち役者としての基礎を磨く。その後、父と祖父を相次いで失う不幸に見舞われるが、二十歳ごろから若手の有望株として評判を取るようになり、文久3年（1863年）2月に父親の前名を襲って二代目岩井紫若を襲名。
幕末には八代目市川團十郎や四代目市川小團次の、明治になると九代目市川團十郎や五代目尾上菊五郎の女房役をつとめて活躍する。特に、二代目河竹新七（のち河竹黙阿弥）作の名作を初演に立ち会い、幕末期では『三人吉三廓初買』のお嬢吉三、『小袖曽我薊色縫』の遊女十六夜のちおさよ、『八幡祭小望月賑』のおみよ、『青砥稿花紅彩画』の赤星十三、明治に入ってからは『梅雨小袖昔八丈』のお熊、『天衣紛上野初花』の大口屋三千歳、『島鵆月白浪』の弁天お照などで、後世の基盤となる名演を示し大きな業績を残している。
明治5年（1872年）2月、江戸歌舞伎の大名跡である八代目岩井半四郎を襲名。明治6年（1873年）には中村座座頭となった。
女形随一の名優として有名で、美しい舞台姿が人気を博した。たいへんにひかえめな性格で、平素から女性のような生活を送っていたことでも知られる、江戸歌舞伎の名残ともいうべき女形役者だった。

## 逸話
狂言作者竹柴其水の以下のような口述がある： 

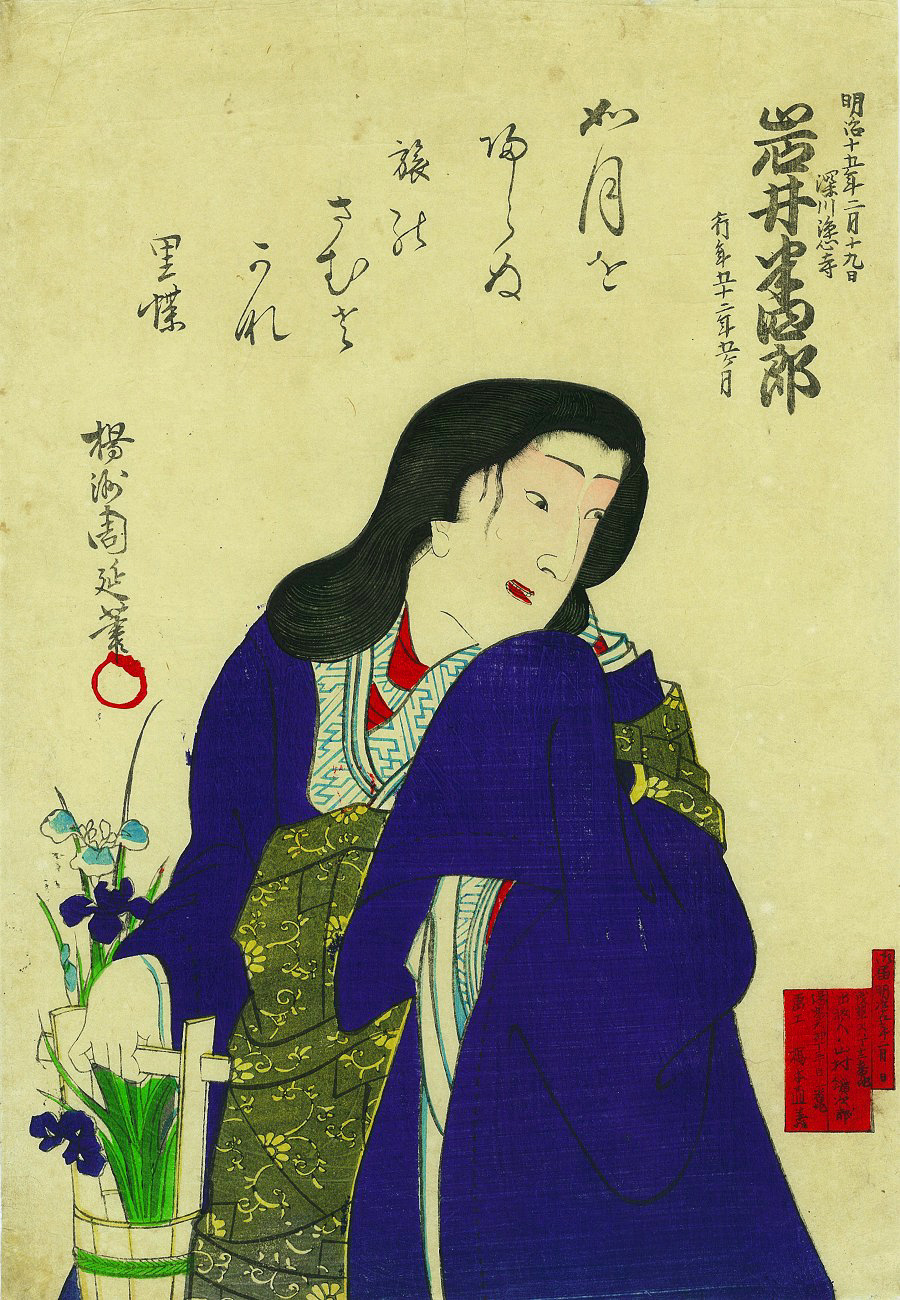
岩井半四郎（楊洲周延画）

……内は猿若町一丁目の裏で、玄関構えのなかなか立派な家でした。（中略）外へ出るのが嫌いな人でして、大抵内にいます。そして茶の間に夫婦差し向かいで、長火鉢のそばに胡座、なんて事は決してありません。チャンと自分の部屋、四畳半位ですが、そこにチマンと坐っていたもんです。（中略）態度（とりなし）が女らしくって、しとやかで、眼に一杯の愛嬌のある人でした。眉毛は無論剃って居ます。なりはというと大抵縞縮緬か何かの地味な着物を着て、伊達巻をしめています。裾は引摺っているので、どう見たって女です。見習いに毛の生えたような我々が行っても、チャンと蒲団をすべって手を突いて、「いらっしゃいまし」という有様。それも決して安っぽいんじゃありません。丁寧でいて、しかも品があり、威厳がありましたナ。（中略）座敷を見ると、どうしてもお嬢さんの部屋へ行ったようなんで、飾ってあるものといったら、人形だとか、針箱だとか、女の物ばかりで……こんな事言ったって今の方は本当にしやァしますがいが、千代紙を切って貼りつけたり、人形の着物を縫ったりするのが道楽なくらいで、ただモウ平常からどこまでも女の本分を守っていたんで、恐れ入ったもんでした。（中略）半四郎が楽屋入りの時間になると、模様物の縮緬か何かに着替えます。左の手で褄をとって歩くので、ちゃんと緋の蹴出しをしめています。すこしも女と変わりません。その上へ紋付の羽織を着ます。（中略）化粧をして、頭はやっぱり鬘下地で、その上へ紫のきれをかけ、平打の簪でとめて置きます。（中略）着物は勿論振袖で、畳のない黒塗のぽっくりを穿いております。（中略）後には男衆と送りが付いています。（中略）雨が降った時は、天鵞絨の襟のついた雨合羽を着て、女のように扱帯ではしょって、雨傘は男衆がさしかけさせたものでした……（竹柴其水「明治初年の女形」『演藝画報』大正九年九月号）
共演した名優たちも半四郎を激賞している。名人と呼ばれた四代目市川小團次は『十六夜清心』で十六夜役を演じた半四郎の妖艶さに、「あれじゃあ、寺を開いたって構やしねえ」と言った。また、九代目市川團十郎は半四郎の死後、雲の絶間姫を演じる役者がいなくなって『鳴神』が上演できなくなったと嘆いた。